# Corriere di Livorno
Il Corriere di Livorno, pubblicato tra il 2007 ed il 2010, è stato un quotidiano edito a Livorno, seconda testata giornalistica della città dopo Il Tirreno. Aveva diffusione in tutta la provincia livornese e nella Val di Cecina in provincia di Pisa.

## Storia
Il quotidiano debuttò il 9 settembre 2007, attestandosi nel tempo su circa 1500 copie vendute al giorno fra edicola e abbonamenti on line. La testata, gestita dalla cooperativa editrice Adriano Sisto Editore, vedeva tra i suoi azionisti di riferimento il calciatore livornese Cristiano Lucarelli.
Nel dicembre 2008 il direttore Emiliano Liuzzi venne sostituito da Giancarlo Padovan.
Il 14 settembre 2009 il quotidiano cominciò ad uscire anche a Cecina e Rosignano.
Dal primo gennaio 2010 il nuovo direttore del Corriere di Livorno e del Corriere di Cecina e Rosignano è Cristiano Draghi, 54 anni, ex direttore del "Corriere" (oggi "Nuovo Corriere") di Firenze, Prato, Lucca e Versilia e della Voce di Rovigo.
Dal 12 febbraio 2010 il Corriere di Livorno aumentò quindi la foliazione da 32 a 40 pagine e ampliato la diffusione a Piombino, all'Isola d'Elba e Val di Cornia, completando la copertura della provincia.
Le pubblicazioni, complice una crisi finanziaria della società editrice, si sono interrotte il 10 novembre 2010.

## Direttori
- 2007-2008 - : Emiliano Liuzzi
- 2009: Giancarlo Padovan
- 2010: Cristiano Draghi